# Volejbol'nyj klub Avtodor-Metar 2011-2012
Questa voce raccoglie le informazioni riguardanti il Volejbol'nyj klub Avtodor-Metar nelle competizioni ufficiali della stagione 2011-2012.

## Organigramma societario
Area direttiva
- Presidente: Viktor Tupikin

Area tecnica
- Allenatore: Viktor Bardok

## Rosa
| N° | Nome                  | Ruolo | Data di nascita  | Nazionalità sportiva |
| -- | --------------------- | ----- | ---------------- | -------------------- |
| 1  | Ol'ga Efimova         | P     | 6 gennaio 1990   | Russia               |
| 2  | Ekaterina Belova      | C     | 5 ottobre 1993   | Russia               |
| 3  | Svetlana Česnokova    | C     | 3 marzo 1987     | Russia               |
| 4  | Ol'ga Petraško        | C     | 1º luglio 1981   | Russia               |
| 5  | Anna Lebedeva         | O     | 4 febbraio 1985  | Russia               |
| 7  | Margarita Kurilo      | S     | 21 giugno 1993   | Russia               |
| 8  | Nadežda Mišina        | C     | 4 febbraio 1991  | Russia               |
| 9  | Natal'ja Kuznecova    | L     | 9 marzo 1985     | Russia               |
| 11 | Elena Špak            | L     | 5 febbraio 1990  | Russia               |
| 12 | Olesja Šaravskaja     | S     | 1º ottobre 1984  | Russia               |
| 13 | Ksenjia Peškina       | C     | 28 febbraio 1986 | Russia               |
| 14 | Anastasija Kornienko  | S     | 9 settembre 1992 | Russia               |
| 15 | Ol'ga Ivanova         | C     | 24 gennaio 1993  | Russia               |
| 16 | Anastasija Anufrienko | S     | 18 febbraio 1993 | Russia               |
| 19 | Viktorija Ivanova     | C     | 2 maggio 1994    | Russia               |
| 21 | Brittany Hochevar     | S     | 26 maggio 1981   | Stati Uniti          |
| 22 | Diane Copenhagen      | S     | 28 giugno 1986   | Stati Uniti          |
| 23 | Anna Podolec          | O     | 30 ottobre 1985  | Polonia              |

## Statistiche

### Statistiche di squadra
| Competizione    | Punti | In casa | In casa | In casa | In trasferta | In trasferta | In trasferta | Totale | Totale | Totale |
| Competizione    | Punti | G       | V       | P       | G            | V            | P            | G      | V      | P      |
| --------------- | ----- | ------- | ------- | ------- | ------------ | ------------ | ------------ | ------ | ------ | ------ |
| Superliga       | 14/20 | 13      | 2       | 11      | 15           | 4            | 11           | 28     | 6      | 22     |
| Coppa di Russia | 6/3   | -       | -       | -       | -            | -            | -            | 8      | 3      | 5      |
| Totale          | -     | 13      | 2       | 11      | 15           | 4            | 11           | 36     | 9      | 27     |

G = partite giocate; V = partite vinte; P = partite perse

### Statistiche dei giocatori
| Giocatrice    | Superliga | Superliga | Superliga | Superliga | Superliga |
| Giocatrice    | P         | PT        | AV        | MV        | BV        |
| ------------- | --------- | --------- | --------- | --------- | --------- |
| A. Anufrienko | 15        | 6         | 4         | 1         | 1         |
| E. Belova     | 24        | 115       | 81        | 29        | 5         |
| S. Česnokova  | 19        | 34        | 20        | 9         | 5         |
| D. Copenhagen | 1         | 9         | 8         | 1         | 0         |
| O. Efimova    | 28        | 85        | 37        | 22        | 26        |
| B. Hochevar   | 22        | 98        | 82        | 6         | 10        |
| O. Ivanova    | 1         | 0         | 0         | 0         | 0         |
| V. Ivanova    | 3         | 1         | 1         | 0         | 0         |
| A. Kornienko  | 1         | 0         | 0         | 0         | 0         |
| M. Kurilo     | 27        | 139       | 123       | 10        | 6         |
| N. Kuznecova  | 28        | 1         | 1         | 0         | 0         |
| A. Lebedeva   | 28        | 242       | 199       | 19        | 24        |
| N. Mišina     | 27        | 192       | 139       | 41        | 12        |
| K. Peškina    | 28        | 223       | 155       | 53        | 15        |
| A. Podolec    | 26        | 212       | 176       | 19        | 17        |
| O. Šaravskaja | 24        | 223       | 194       | 19        | 10        |
| E. Špak       | 20        | 2         | 2         | 0         | 0         |

P = presenze; PT = punti totali; AV = attacchi vincenti; MV = muri vincenti; BV = battute vincenti

NB: Non sono disponibili i dati relativi alla Coppa di Russia e, di conseguenza, quelli totali